# 하박
하박(본명: 하승철, 1982년 1월 1일 ~ )은 대한민국의 희극 배우이다. 옹알스 멤버로 활동 중이다.

## 학력
- 대경대학

## 출연작

### 방송
- 웃찾사 (SBS)
- 개그투나잇 (SBS)
- 복수노트 2 (XtvN) - BJ 얼평 역 (특별출연)

### 영화
- 옹알스 (2019년)